# Victor Horta
Victor Pierre Horta (Victor, baron Horta po 1932); belgijski arhitekt in oblikovalec, * 6. januar 1861, Gent, † 8. september 1947, Bruselj. 
John Julius Norwich ga je opisal kot »nedvomno ključnega evropskega arhitekta art nouveauja«, kar tudi je. Zaradi gradnje Tasselove hiše v Bruslju v letih 1892 in 1893 je priznan kot prvi, ki je v arhitekturi predstavil dekorativno umetnost. Strast do ukrivljene poteze, ki jo je Horta spodbujal, je zelo vplivala na arhitekta Hectorja Guimarda, ki jo je uporabljal v Franciji in razširil njen vpliv v tujini. 
Leta 1932 je belgijski kralj Albert I. Horti podelil naslov baron za njegove projekte v arhitekturi. Štiri stavbe, ki jih je zasnoval, so bile leta 2000 uvrščene na Unescov seznam svetovne dediščine.

## Življenje in kariera
Ko je bil star 12 let, je pomagal svojemu stricu na gradbišču in sklenil, da bo postal arhitekt.
Že od otroštva ga je zelo zanimala glasba in leta 1873 je na konservatoriju v Gentu začel študirati glasbeno teorijo.  Zaradi slabega obnašanja so ga izključili in se je vpisal na oddelek za arhitekturo na Kraljevi akademiji za likovno umetnost v Gentu. Leta 1878 je odšel v Pariz in našel delo pri arhitektu in oblikovalcu Julesu Debuyssonu na Montmartru. Navdušili so ga impresionistični in pointilistični umetniki, pa tudi možnosti dela z železom in steklom.
Ko mu je leta 1880 umrl oče, se je vrnil v Belgijo in se preselil v Bruselj. Poročil se je in imel dve hčerki. Na Kraljevi akademiji za lepe umetnosti je študiral arhitekturo. V Bruslju se je spoprijateljil s Paulom Hankarjem, ki je pozneje tudi sprejel art nouveau. Po končanem študiju je Horta postal pomočnik svojega profesorja Alphonsa Balata, arhitekta Leopolda II.  Skupaj sta oblikovala kraljeve rastlinjake v Laeknu. To je bilo prvo Hortovo delo, pri katerem je uporabljal steklo in železo.
Leta 1884 je dobil prvo Godecharlovo nagrado, ki je bila podeljena za arhitekturo (za neizgrajen projekt za parlament) ter nagrado grand prix v arhitekturi ob odhodu s Kraljeve akademije.
Leta 1885 je Horta začel delati samostojno in dobil naročilo za oblikovanje treh hiš, ki so bile zgrajene v tem letu. Istega leta se je pridružil tudi osrednjemu združenju belgijskih arhitektov. V naslednjih nekaj letih je nastopil na več natečajih za javna dela in sodeloval s kiparji (predvsem svojim prijateljem Godefroidom Devressom) pri kipih in celo grobnicah ter dobil številne nagrade. Osredotočil se je na ukrivljenost modelov, saj je verjel, da so bile oblike, ki jih je ustvaril, zelo praktične in umetniško neizumetničene.
V tem obdobju se je Horta precej družil s prostozidarji in se leta 1888 pridružil loži veliki orient Belgije v Bruslju. To mu je zagotovilo veliko strank, ko se je leta 1893 vrnil k načrtovanju hiš in trgovin.
Leta 1892 je bil imenovan za vodjo grafičnega oblikovanja za arhitekturo na Svobodni bruseljski univerzi. Leta 1893  je postal profesor arhitekture. Ker mu univerza leta 1911 ni omogočila, da bi oblikoval razširitev univerzitetne stavbe, jo je zapustil. 

## Naslovi
- 1919
  - častnik reda krone [10]
  - član Kraljeve akademije znanosti, književnosti in likovnih umetnosti v Belgiji [11]
- 1920: častnik Leopoldovega reda [12]
- 1925: direktor razreda lepih umetnosti na Kraljevi akademiji znanosti, književnosti in likovnih umetnosti v Belgiji [11]
- 1932: baron s kraljevim odlokom

## Art nouveau
Ko je bil na razstavi leta 1892 predstavljen art nouveau, se je Horta navdušil nad njim, kar je bilo vidno pri oblikovanju hiše za profesorja Emila Tassela, ki je bila dokončana leta 1893. Tako oblikovanje je bilo takrat velika novost, prelomna razporeditev tlorisnih prostorov z notranjo železno strukturo z zavitimi rastlinskimi oblikami, ki so jo kasneje imenovali tehnika ukrivljene poteze. Okrašena in izdelana zasnova ter naravna razsvetljava sta bili zakriti za kamnito fasado, da bi bila zgradba usklajena z bolj strogo obliko sosednjih hiš. Stavba je prva, zgrajena v arhitekturnem slogu art nouveauja. 
Po mnogih pohvalah je Horta dobil naročila za številne druge pomembne stavbe po Bruslju. Obogatil je ta novi arhitekturni slog, oblikoval je Solvayevo hišo (1895–1900) in svojo rezidenco (1898),  pročelje je bilo iz železa in kamna z izdelano notranjostjo iz železa.
Leta 1894 je bil izvoljen za predsednika osrednjega združenja belgijskih arhitektov, a je odstopil naslednje leto po sporu, ki je nastal, ko je brez javnega natečaja dobil naročilo za vrtec na ulici Saint-Ghislain/Sint-Gissleinsstraat.
Od leta 1895 do 1899 je zasnoval Ljudsko hišo (Volkshuis/Maison du Peuple), glavno stavbo za napredno belgijsko delavsko stranko , ki jo sestavljajo velik kompleks pisarn, sejnih sob, kavarn in konferenčna ter koncertna dvorana z več kot 2000 sedeži. Kljub mednarodnemu nasprotovanju več kot 700 arhitektov so jo leta 1965 porušili, kar je bilo razglašeno za enega največjih arhitekturnih zločinov 20. stoletja. 

### 20. stoletje
V skladu z javnim razpoloženjem je po približno desetih letih art nouveauja, ki ga je Horta pionirsko vodil in po katerem je najbolj znan, od preloma stoletja oblikovanje postopoma začelo postajati poenostavljeno in manj očitno z bolj klasičnimi elementi. To se lahko vidi pri razširitvi leta 1901 nedavno končane Eetveldove hiše (Hôtel van Eetvelde), pri kateri se je odločil za par marmornih stebrov.
Leta 1906 se je ločil in se čez dve leti drugič poročil, tokrat z Julio Carlsson. 
Leta 1906 je dobil naročilo za novo Brugmannovo univerzitetno bolnišnico. Ob upoštevanju stališč zdravnikov in upraviteljev bolnišnic je naloge bolnišnice porazdelil po številnih nizkih paviljonih, ki so se razprostirali na 18 hektarjih parka kampusa. Dela so se začela leta 1911. Čeprav so jo uporabljali med prvo svetovno vojno, je bila uradno odprta šele leta 1923. Njena nenavadna zasnova in postavitev sta zanimala evropsko medicinsko skupnost in njegove zgradbe se uporabljajo še danes.
Leta 1907 je z vključitvijo veliko klasičnih elementov oblikoval Muzej lepih umetnosti v Tournaiju, a je bil zaradi vojne odprt šele leta 1928.
Med prvo svetovno vojno je zapustil Belgijo in februarja 1915 odšel v London. Sodeloval je pri razpravi o urbanizaciji Belgije, ki jo je organiziralo Mednarodno združenje za vrtna mesta in načrtovanje mest.  Ker se zaradi vojne ni mogel vrniti v Belgijo, se je konec leta odločil, da bo šel v Združene države Amerike, kjer je predaval na univerzah, kot so Cornell, Harvard, MIT, Smith College, Wellesley College in Yale, leta 1917 pa postal profesor arhitekture na univerzi Georgea Washingtona in imel spominsko predavanje na Harvardu.

### Art déco in modernizem
Ko se je januarja 1919 vrnil v Bruselj, je prodal svoj dom in delavnico na ulici Américaine in postal tudi polnopravni član Belgijske kraljeve akademije.
Zaradi povojnega varčevanja art nouveau ni bil več mogoč. Horta, ki je v prejšnjem desetletju poenostavil svoj slog, ni več uporabljal organskih oblik, temveč je svoje oblikovanje zasnoval na geometriji. Nadaljeval je racionalne tlorisne načrte in uporabljal najnovejše dosežke gradbene tehnologije in inženiringa gradbenih storitev. Palača lepih umetnosti (Paleis voor schone kunsten) v Bruslju, večnamenski kulturni center, je zasnovan v formalnem slogu, ki je bil v tistem času nov, vendar je zasnovan kot art déco in ima kubistične lastnosti ter je še posebej zanimiv. 
Horta je že od leta 1919 razvijal načrt, gradnja pa se je končno začela leta 1923. Zunaj je stavba oblečena v kamen, vendar je bila večinoma zgrajena z armiranim betonom. Kot je v stavbah art nouveauja pustil jeklo, je prvotno nameraval pustiti beton, ki je bil v notranjosti izpostavljen. Na žalost je bila površina nezadovoljiva in na njegovo žalost ga je bilo treba pokriti. Njegovi kompleksni etažni načrti znova dokazujejo njegovo nadarjenost za racionalno oblikovanje. Horta je združil svojo ljubezen do glasbe in arhitekture ter zasnoval nenavadno koncertno dvorano z jajčasto oblikovanim stropom, ki velja za eno največjih na svetu, čeprav so bile leta 1970 v zvezi z akustiko spremembe. Dvorana Henryja Leboeufa, glavna koncertna dvorana, je bila obnovljena leta 2000 vključno z akustiko.  Nadaljnja obnovitvena dela na drugih delih stavbe so bila v 2000-ih.
Leta 1927 je Horta postal direktor Kraljeve akademije lepih umetnosti v Bruslju in ostal štiri leta do leta 1931. Albert I. mu je kot priznanje za njegovo delo leta 1932 podelil naslov baron.
Že leta 1910 se je začel ukvarjati s svojim najdalj trajajočim projektom, z modernistično železniško postajo Bruselj-Central  (naročilo za pripravo risb je dobil leta 1913), a se je delo začelo šele čez 27 let. Prvotno je bilo načrtovano, da bi to zelo pripomoglo k večjemu razvoju občine, saj je Horta delal tudi v 20-ih letih 20. stoletja, čeprav se to nikoli ni zgodilo. Začetek gradnje je bil tako pozen zaradi dolgotrajnega postopka nakupa in rušenja več kot 1000 stavb ob progi nove železnice (med obstoječimi postajami), tehničnih težav in prve svetovne vojne. Gradnja se je končno začela leta 1937 kot del načrtov za pospeševanje gospodarstva med veliko gospodarsko krizo, preden se je z izbruhom druge svetovne vojne znova ustavila . Umrl je leta 1947, zgradbo pa so po njegovih načrtih končali njegovi sodelavci pod vodstvom Maxima Brunfauta. Odprta je bila 4 oktobra 1952. 
Victor Horta je pokopan na pokopališču Ixelles v Bruslju.

### Dediščina
Po izginotju art nouveauja so bile uničene številne Hortove stavbe, predvsem Ljudska hiša (Volkshuis/Maison du Peuple), ki je bila porušena leta 1965. Nekaj njegovih stavb je še vedno v Bruslju in si jih je mogoče ogledati. Najpomembnejše so Winkels/Magasins Waucquez, prej veleblagovnica, zdaj bruseljski muzej stripov, in štiri njegove zasebne hiše (hôtels), ki so bile vpisane na Unescov seznam svetovne dediščine:
- Tasselova hiša, zasnovana in zgrajena za profesorja Émila Tassela leta 1892 in 1893
- Solvayeva hiša, zasnovana in zgrajena med letoma 1895 in 1900
- Eetveldova hiša, zasnovana in zgrajena med letoma 1895 in 1898
- Hortova hiša in atelje, zasnovana leta 1898, zdaj Hortov muzej, posvečen njegovemu delu